# Stellifer stellifer
Die Umberfischart Stellifer stellifer (Kleiner Stern-Umber), ist nach den Glanzlichtern benannt, die seine kleinen Schuppen „glitzernd“ zeigen (stellifer, lat.: „Sternträger, bestirnt“). Dieses Phänomen zeigt sich (außerhalb des Wassers) bei vielen Sciaeniden deutlich durch die stärkere Wölbung der Schuppen (vgl. Abb. Adlerfisch) und ungewöhnlich starke „Guanin“-Einlagerung (eig. Hypoxanthin, das die starke Reflexion bewirkt), da die Schattenfische zwar meist nachtaktiv sind, aber auch tagsüber im oberflächennahen (hellen, wenn auch oft trüben) Biotop ausharren und möglichst geschützt sein sollen.

## Merkmale
Andere Namen des maximal 20 cm und gewöhnlich 12 cm langen Fisches beziehen sich auf die großen Kopf-Sinneskanäle, weil diese die Deckknochen, in denen sie verlaufen, stärker betonen und (schwammig) auftreiben, so dass man von „Hartköpfen“ spricht (hardheads, cabeçon de coco u. Ä.). Das große, endständige Maul weist schräg nach unten, das Maxillare reicht bis hinter den hinteren Rand des Auges. Barteln sind keine vorhanden, dafür sitzen am Kinn sechs Sinnesporen. Der hintere Rand der Vordeckel weist drei (gelegentlich vier auf einer Seite) deutliche Stacheln auf. Am Körper befinden sich Kammschuppen (Ctenoidschuppen), an Kopf und Brust Rundschuppen (Cycloidschuppen). Die Färbung ist silbrig-grau und wird zum Rücken hin dunkler.
Die Basen der Rückenflossen, der After- und Schwanzflosse sind oft mehr oder weniger deutlich beschuppt. Die Schwanzflosse ist meist fünfeckig. Die Bauchflossen sind blass bis gelblich. Das äußere Drittel der anderen Flossen ist grau, ihre Spitzen sind dunkel gefärbt.
Flossenformel des S. stellifer: D1 X-XI, D2 I/22–23, A II (2. Stachel lang)/8–9.

## Vorkommen, Lebensraum und Lebensweise
Stellifer stellifer kommt entlang der Karibischen und Südamerikanische Küsten des West-Atlantik von Venezuela bis Südbrasilien sowie Trinidad und Tobago vor. Die Vorliebe für Ästuare (Brackwasser – Mangrove) ist deutlich, nicht nur bei den Jungfischen. Am häufigsten ist die Art in warmen Küstengewässern und über schlammigem oder sandigem Boden anzutreffen. Stellifer stellifer ernährt sich von kleinen, planktonischen Krebstieren und von Fischen.

## Befischung
Dank ihrer geringen Größe spielen diese Arten keine Rolle in der Fischerei – aber es gibt ja auch größere, bis 30 cm lange „stardrums“ (z. B. Stellifer chrysoleuca), die dann größere (ältere) Krabben u. Ä. fressen (pharyngeales Quetschgebiss). Die Art wird als Beifang bei der Grundschleppnetzfischerei und von Fischern in Strandnähe gefangen.